# 加蘭鎮區 (阿肯色州米勒縣)
加蘭鎮區（英語：Garland Township）是位於美國阿肯色州米勒縣的一個行政鎮區。

## 地方資料
加蘭鎮區的面積為381.89平方千米，當中陸地面積為376.44平方千米，而水域面積為5.45平方千米。根據2010年美國人口普查的數據，當地共有人口33493人，而人口密度為每平方千米87.7人。